# Andrew Simmons (ambientalista)
Andrew Augustus Simmons é um ambientalista de São Vicente e Granadinas. Ele recebeu o prémio Global 500 do Programa das Nações Unidas para o Meio Ambiente de 1989 e o Prémio Ambiental Goldman de 1994.

## Infância e educação
Simmons é de Enhams, São Vicente e Granadinas. Ele originalmente formou-se em educação mas fez um mestrado em desenvolvimento económico. Em 2019, Simmons obteve o seu doutorado na De Montfort University. O seu PhD considerou o impacto das mudanças climáticas sobre os jovens e como as comunidades podem construir mecanismos de resiliência para mitigar os seus efeitos.

## Activismo e carreira
Simmons lançou a Organização da Comunidade Progressiva JEMS em 1978. Na época, ele era professor e o único adolescente empregado na sua comunidade. Ele formou o movimento ambientalista depois de os residentes do Caribe terem começado a explorar a Reserva Florestal King's Hill devido ao aumento do desemprego. Antes de 1972, 95% da ilha tinha emprego, mas após a crise petrolífera de 1973 e com os custos do combustível a aumentar, as propriedades agrícolas foram encerradas. A Reserva Florestal King's Hill foi fundada em 1791 e é uma das reservas florestais mais antigas do hemisfério ocidental. Este tema é de particular importância para Simmons, já que a economia caribenha depende muito da agricultura e do turismo. Para explicar a importância da reserva para a comunidade local, Simmons usou festivais, peças de teatro e música. A JEMS iniciou um programa de alfabetização e ofereceu instrução para mulheres em fiação eléctrica e construção. Em 1989, Simmons foi incluído no Quadro de Honra Global 500 do Programa Ambiental das Nações Unidas.
Ele ajudou a iniciar vários projectos relacionados à água potável e à conservação, incluindo o ensino de crianças num jardim de infância local e liderando-as em campanhas de limpeza. No início dos anos 90, Simmons lançou a Rede de Meio Ambiente para Jovens do Caribe (CYEN). A CYEN continuou a desenvolver-se, ensinando os jovens de São Vicente e Granadinas a serem mais defensores da proteção das suas ilhas. Juntos, Simmons e a CYEN monitorizaram as mudanças no ambiente do Caribe, com o aumento de furacões, estações chuvosas mais intensas e branqueamento dos recifes de coral. A CYEN passou a realizar congressos anuais, que se tornaram as maiores e mais consistentes convenções ambientais para jovens no Caribe.
Ele trabalhou com o Programa das Nações Unidas para o Meio Ambiente em iniciativas semelhantes, incentivando os jovens em todo o mundo a serem mais conscientes do ponto de vista ambiental. Disse que se concentra nos jovens porque “o futuro da própria terra está do lado das crianças”. Em 2016, ele organizou um workshop para capacitar as comunidades locais a fortalecer a sua resiliência às mudanças climáticas. Para este workshop, Simmons trabalhou com Otis Joslyn, director técnico do Caribbean Community Climate Change Center.
Simmons mudou-se para Londres em 1997, onde trabalhou como Director Adjunto de Assuntos da Juventude no Commonwealth Office. Ele foi agraciado com o Prémio Ambiental Goldman.